# Magnac-Lavalette-Villars
Magnac-Lavalette-Villars è un comune delegato e frazione del comune di Magnac-lès-Gardes, situato nel dipartimento della Charente, nella regione della Nuova Aquitania. In precedenza comune autonomo, il 1º gennaio 2025 è confluito insieme all'ex comune di Gardes-le-Pontaroux nel nuovo comune di Magnac-lès-Gardes.

## Società

### Evoluzione demografica
Abitanti censiti